# Pepeljuga (2004.)
Pepeljuga je teen komedija iz 2004. Glavni glumci su bili Hilary Duff i Chad Michael Murray, a sporedni Jennifer Coolidge, Madeline Zima i Regina King. Film govori o ljubavnim problemima jedne djevojke s maćehom i polusestrama. Redatelj je bio Mark Rosman, a producenti Clifford Werber i Dylan Sellers.

## Uloge
| Glumac              | Uloga               |
| ------------------- | ------------------- |
| Hilary Duff         | Samantha Montgomery |
| Chad Michael Murray | Austin Ames         |
| Jennifer Coolidge   | Fiona               |
| Regina King         | Rhonda              |
| Madeline Zima       | Brianna             |
| Andrea Avery        | Gabriella           |
| Dan Byrd            | Carter Farrell      |
| Julie Gonzalo       | Shelby Cummings     |

### Ostali
- Lin Shaye - Mrs. Wells
- Whip Hubley - Hal Montgomery
- Kevin Kilner - Andy Ames
- Brad Bufanda - David
- John Billingsley - Mr. Rothman
- Simon Helberg - Terry
- Mary Pat Gleason - Eleanor
- Hannah Robinson - Mlada Sam
- Rory Thost - Mladi Carter
- Carlie Westerman - Mlada Brianna
- Lilli Babb - Mlada Gabriella
- J.D. Pardo - Ryan Henson